# Николаев, Иван Иванович (тренер)
Иван Иванович Николаев (11 августа 1946, Днепропетровск — 3 декабря 2011, Владивосток) — советский футболист и тренер по баскетболу, советский и российский футбольный тренер. Закончил Киевский институт физической культуры.
Иван Николаев родился в 1946 году в Днепропетровске. Выступал за команды «Днепр» и «Локомотив», а затем в течение пяти лет был вратарём владивостокского «Луча». Кроме «Амура», где помимо тренерства долгое время (1999—2001) был президентом, в разные годы работал главным тренером «Луча», а также «Спартака» из Нальчика.
В 1977 году возглавил баскетбольную команду «Спартак» (Владивосток), которую вывел в Высшую лигу чемпионата СССР и в сезоне 1978 года сумела закрепиться в высшем дивизионе. Второй раз Николаев возглавил баскетбольную команду «Спартак» в 1981 году в первой лиге до окончания сезона 1983/84.
Под руководством Ивана Николаева «Амур» в 1999 году занял 3-е место в зоне «Восток» второго дивизиона, а по итогам первого круга того первенства лидировал с серьёзным отрывом. После ухода из благовещенского клуба Николаев жил в Приморском крае. В течение десяти лет с 2002-го по 2011-й руководил краевой школой высшего спортивного мастерства.
В 1999 году Указом Президента Российской Федерации за заслуги в развитии физической культуры и спорта Николаеву присвоено почётное звание «Заслуженный работник физической культуры Российской Федерации».

## Достижения
Футболиста
- Победитель зонального турнира второй лиги чемпионата СССР (2): 1972, 1975
- Бронзовый призёр зонального турнира второй лиги чемпионата СССР: 1974
- Бронзовый призёр чемпионата РСФСР: 1972
- Обладатель Кубка РСФСР: 1976

Баскетбольного тренера
- Обладатель Кубка СССР среди команд Сибири и Дальнего Востока: 1977
- Победитель Первой лиги чемпионата СССР: 1983/1984

Футбольного тренера
- Бронзовый призёр зонального турнира второй лиги чемпионата России: 1999

## Клубная статистика
| Выступление                | Выступление      | Выступление      | Лига | Лига | Кубок | Кубок | Итого | Итого |
| Клуб                       | Лига             | Сезон            | Игры | Голы | Игры  | Голы  | Игры  | Голы  |
| -------------------------- | ---------------- | ---------------- | ---- | ---- | ----- | ----- | ----- | ----- |
| Днепр (Днепропетровск)     | первая           | 1964             | —    | —    | —     | —     | 0     | 0     |
| Днепр (Днепропетровск)     | Итого            | Итого            | —    | —    | —     | —     | 0     | 0     |
| Авангард (Жёлтые Воды)     | вторая           | 1965             | —    | —    | 1     | -4    | 1     | -4    |
| Авангард (Жёлтые Воды)     | Итого            | Итого            | —    | —    | 1     | -4    | 1     | -4    |
| Локомотив (Днепропетровск) | вторая           | 1969             | —    | —    | —     | —     | 0     | 0     |
| Локомотив (Днепропетровск) | Итого            | Итого            | —    | —    | —     | —     | 0     | 0     |
| Кривбасс                   | вторая           | 1970             | 7    | -9   | —     | —     | 7     | -9    |
| Кривбасс                   | Итого            | Итого            | 7    | -9   | —     | —     | 7     | -9    |
| Торпедо (Луцк)             | вторая           | 1971             | —    | —    | —     | —     | 0     | 0     |
| Торпедо (Луцк)             | Итого            | Итого            | —    | —    | —     | —     | 0     | 0     |
| Луч (Владивосток)          | вторая           | 1972             | —    | —    | —     | —     | 0     | 0     |
| Луч (Владивосток)          | вторая           | 1973             | 28   | -24  | —     | —     | 28    | -24   |
| Луч (Владивосток)          | вторая           | 1974             | 1    | -2   | —     | —     | 1     | -2    |
| Луч (Владивосток)          | вторая           | 1975             | —    | —    | —     | —     | 0     | 0     |
| Луч (Владивосток)          | вторая           | 1976             | 1    | 0    | —     | —     | 1     | 0     |
| Луч (Владивосток)          | Итого            | Итого            | 30   | -26  | —     | —     | 30    | -26   |
| Всего за карьеру           | Всего за карьеру | Всего за карьеру | 37   | -35  | 1     | -4    | 38    | -39   |